# Dolo (Etiopia)
Dolo – miasto w Etiopii, w regionie Somali. Według danych szacunkowych na rok 2015 liczy 33 300 mieszkańców.